# 李森 (天順進士)
李森，字時茂，山東歷城人。明朝官員、同進士出身。

## 生平
天順元年（1457年），登進士，授戶科給事中。明憲宗繼位后，上疏請禁朝覲官科斂征求，為民害者。得到吏部尚書王翺支持，并得到批准。之後請求賑災山西、陝西等地饑荒，得到批准。后因得罪中官，被貶為懷慶通判，不久被彈劾，退出官場不再復出。